# Chalara
Chalara (gr. Χάλαρα; bułg. Поздивища, Pozdiwiszta; mac. Поздивишча, Pozdivišča (do 1927 oficjalna nazwa wsi)) – wieś w północnej Grecji, w pobliżu granicy z Macedonią Północną, w regionie Macedonia Zachodnia, w jednostce regionalnej Kastoria, w gminie Kastoria. W 2011 roku liczyła 13 mieszkańców.

## Położenie
Chalara znajduje się na północnym skraju regionu. Jest położona 26 km na północ od Kastorii, u podnóża pasma górskiego Werno.

## Historia

### W Imperium Osmańskim
Według Lubicy Stankowskiej nazwa Pozdiwiszta/Pozdivišča pochodzi od nazwy osobowej (imienia) Pozdiwit. Prawdopodobnie wcześniej były to dwie mniejsze osady wymieniane w dokumentach z 1545 i 1569 położone wyżej, których zabudowa z upływem czasu została przeniesiona w kierunku doliny, tworząc jedną wieś. Na początku XVIII w ówczesnym Pozdiwiszczu wybudowano cerkiew pw. Świętej Bogurodzicy (1717), która do czasów współczesnych zachowała się w formie ruiny pozbawionej dachu. W 1878 Alexandre Synvet odnotował, że była to typowo bułgarska wieś, którą zamieszkuje 900 Greków i 160 Bułgarów w 52 gospodarstwach. W statystykach prowadzonych przez bułgarskiego geografa Wasiła Kanczowa w 1900 we wsi mieszkało 700 „bułgarskich chrześcijan” (Macedończyków). We wsi powstał komitet Narodowej Macedońsko-Adrianopolskiej Organizacji Rewolucyjnej, który dokonał dwóch egzekucji na złodzieju i na mordercy. W 1902 według greckich danych we wsi mieszkało 70 rodzin podlegających Patriarchatowi Konstantynopolitańskiemu oraz 55 wiernych Egzarchatu Bułgarskiego, spis sporządzony trzy lata później przez sekretarza tego egzarchatu podawał, że podlegała mu cała wieś, tj. 920 osób. W wyniku powstania ilindeńskiego w sierpniu 1903 w miejscowości ze 120 domów 27 zostało spalonych, podczas pożarów zginęły dwie kobiety. Według innych źródeł ze 110 domów spłonęło 30 oraz 23 stodoły.  Ze statystyki sporządzonej przez władze greckie przed I wojną bałkańską wynikało, że wieś jest etnicznie mieszana, 400 mieszkańców to Grecy, a 250 – Słowianie posiadający 160 budynków. W swoich wspomnieniach nauczyciel Georgi Rajkow napisał w 1915, że wszyscy we wsi mówią po bułgarsku, jest tu świątynia, w której liturgia jest odprawiana w języku bułgarskim i w takim samym języku odbywa się nauczanie w miejscowej szkole. Wieś liczyła wówczas 124 domostwa.

### W Grecji

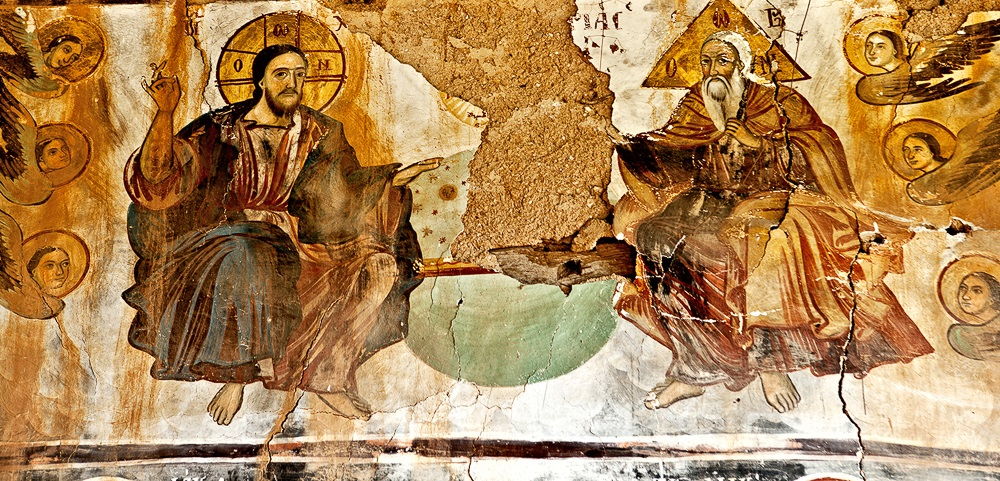
Fragment fresku z cerkwi pw. Świętej Bogurodzicy w Chalarze

Podczas I wojny bałkańskiej wieś została zajęta przez wojska greckie, a po zakończeniu działań wojennych pozostała w granicach Grecji. Do 1924 liczba ludności powoli wzrastała, następnie opuściło ją ok. 30 osób w wyniku dobrowolnej wymiany ludności pomiędzy Grecją a Bułgarią. W 1927 zmieniono nazwę wsi z dotychczasowej Pozdiwiszta na grecką Chalara. W 1932 przeprowadzono spis, według którego we wsi mieszkało 145 rodzin, z których 142 zadeklarowało „tożsamość słowiańską” tj. macedońską. 2 sierpnia 1944 w rocznicę wybuchu powstania ilindeńskiego w Chalarze, w obecności przedstawicieli Komunistycznej Partii Jugosławii oraz komisarza politycznego IX Oddziału ELAS Renosa Michaleasa powołano Słowenomacedoński Związek Florina-Kastoria znana pod powszechnie używaną nazwą Brygada Goce. Jej dowódcą był Ilias Damakis ps. „Goce”, a jego zastępcą Christos Kokinos. Po zakończeniu II wojny światowej w Chalarze mieszkało 700 osób, żadna z nich nie deklarowała greckiej świadomości narodowej. Większa część mieszkańców aktywnie uczestniczyła lub wspierała działania Demokratycznej Armii Grecji (DSE), która walczyła na tych terenach w latach 1946-1949. Po przegranej zbrojnych ugrupowań lewicowych nastąpił ze strony rządu greckiego terror, w wyniku którego Chalarę opuściło 62% mieszkańców, w grupie tej znajdowało się 166 dzieci. Część z nich emigrowała do ówczesnych krajów demokracji ludowej w tym m.in. do Jugosławii i Polski, poszczególne rodziny wyemigrowały do Stanów Zjednoczonych, Kanady i Australii.
Chalara może poszczycić się liczną zabytkową zabudową mieszkalną, z której część pozostaje niezamieszkana i popada w ruinę. We wsi znajduje się wybudowany w 1900 młyn oraz ruina cerkwi pw. Świętej Bogurodzicy z 1717.